# Лорис (Краснодар)
Лори́с — посёлок в Карасунском внутригородском округе города Краснодара. Входит в состав Пашковского сельского округа.

## Топоним
Назван в честь российского военачальника и государственного деятеля, генерал-губернатора, министра внутренних дел Российской империи — Михаила Лорис-Меликова.
В 1977 году переименован в посёлок Зональный, в 2011 году возвращено прежнее название.

## География
Посёлок расположен в восточной части городского округа Краснодара. Ограничен с северо-западной стороны железной дорогой Краснодар-Кореновск, за которой расположен посёлок Индустриальный. С южной и восточной сторон посёлок окружён полями, находящимися на территории города Краснодара.
В населённом пункте 32 улицы и 1 переулок.

## История
Посёлок Лорис основан в 1888 году.
В 1895 году была построена одноимённая железнодорожная станция. Действует до сих пор, но билеты не продаются.
В 1977 году Лорис получил статус посёлка и был переименован в посёлок Зональный и представлял собой научно-производственную базу аграрного комплекса.
(Официальная выписка) 11 марта 1977 год. Исполком горсовета присвоил наименования населённым пунктам, расположенным на территории Ленинского, Первомайского и Советского районов города Краснодара (ранее они числились «безымянно», как посёлки различных хозяйств): Колосистый (посёлок опытно-производственного хозяйства КНИИСХ имени П. П. Лукьяненко), Берёзовый, Лазурный, Индустриальный, Российский, Победитель, Дружелюбный, Плодородный, Зональный (Лорис), Знаменский и Зеленопольский.
Возвращение наименования Лорис посёлку Зональному произошло по Постановлению Правительства Российской Федерации от 6 июля 2011 № 534 «О переименовании географического объекта в Краснодарском крае».

## Население
| 2002 | 2010  | 2021  |
| ---- | ----- | ----- |
| 2912 | ↗3565 | ↘3442 |

## Инфраструктура
В посёлке расположены более двух десятков магазинов, отделение почтовой связи, ж/д станция, поликлиника, дом культуры, средняя школа, детский сад и парк.
Основное предприятие посёлка — ООО «Краснодарская птицефабрика» (закрыто в июне 2019 года).